# Dorylus mayri
Dorylus mayri är en myrart som beskrevs av Santschi 1912. Dorylus mayri ingår i släktet Dorylus och familjen myror. Inga underarter finns listade i Catalogue of Life.

## Bildgalleri

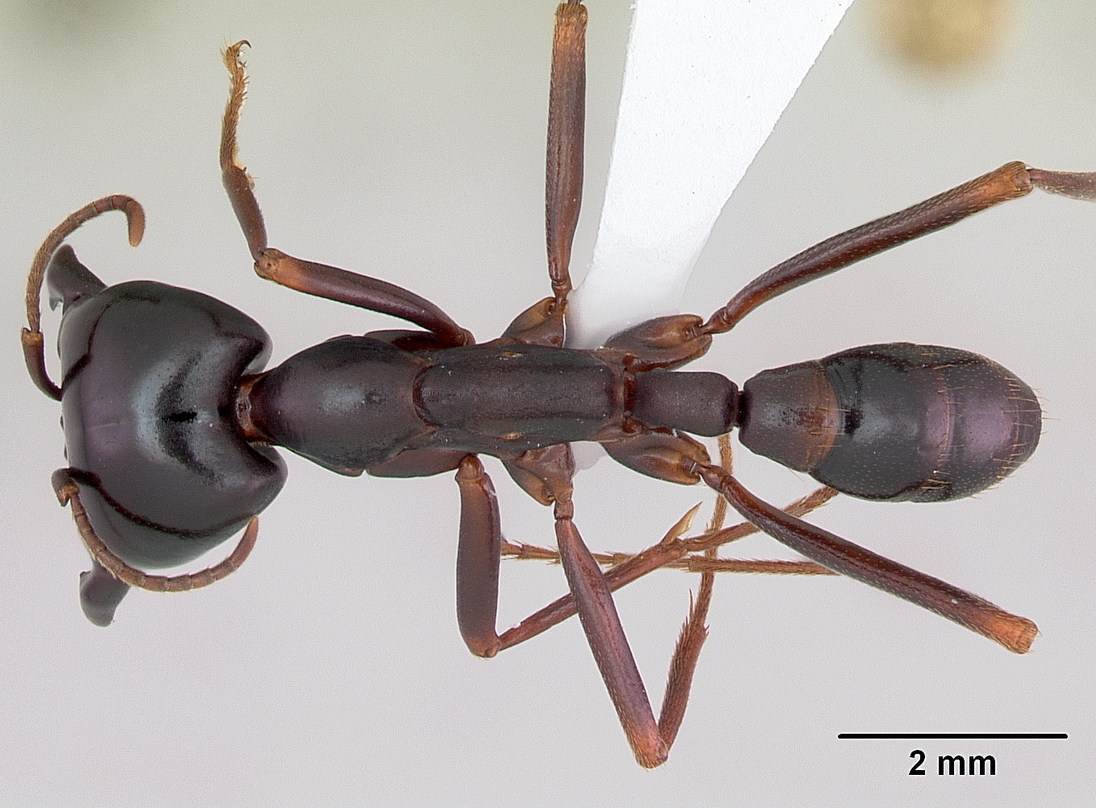
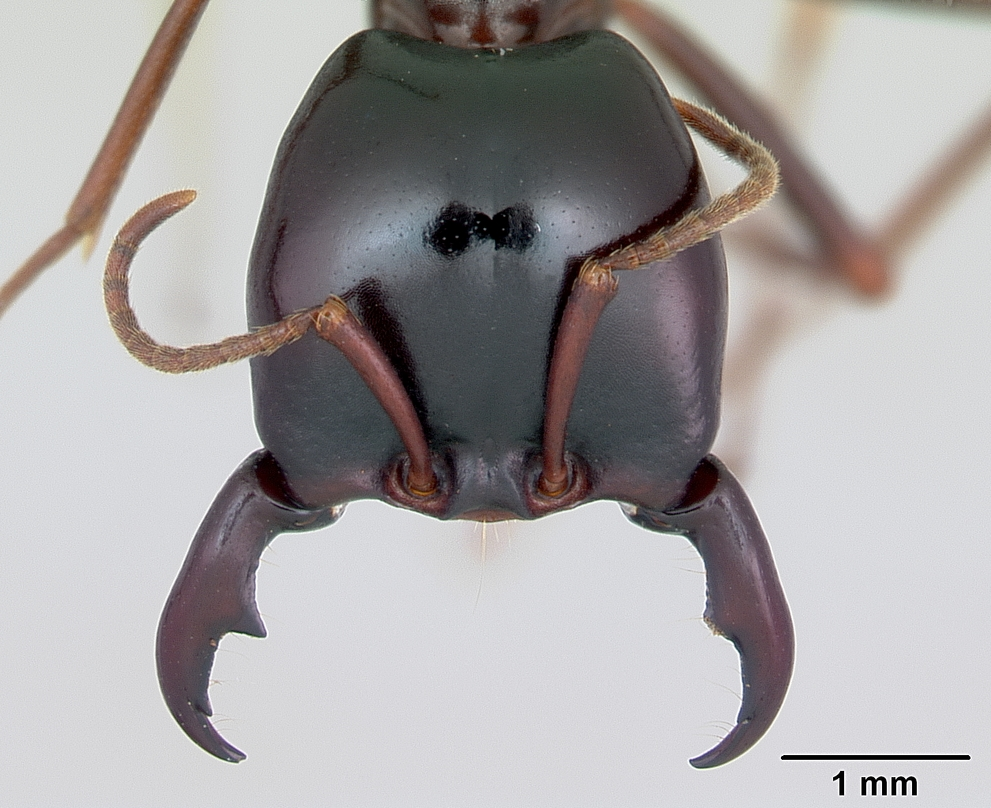
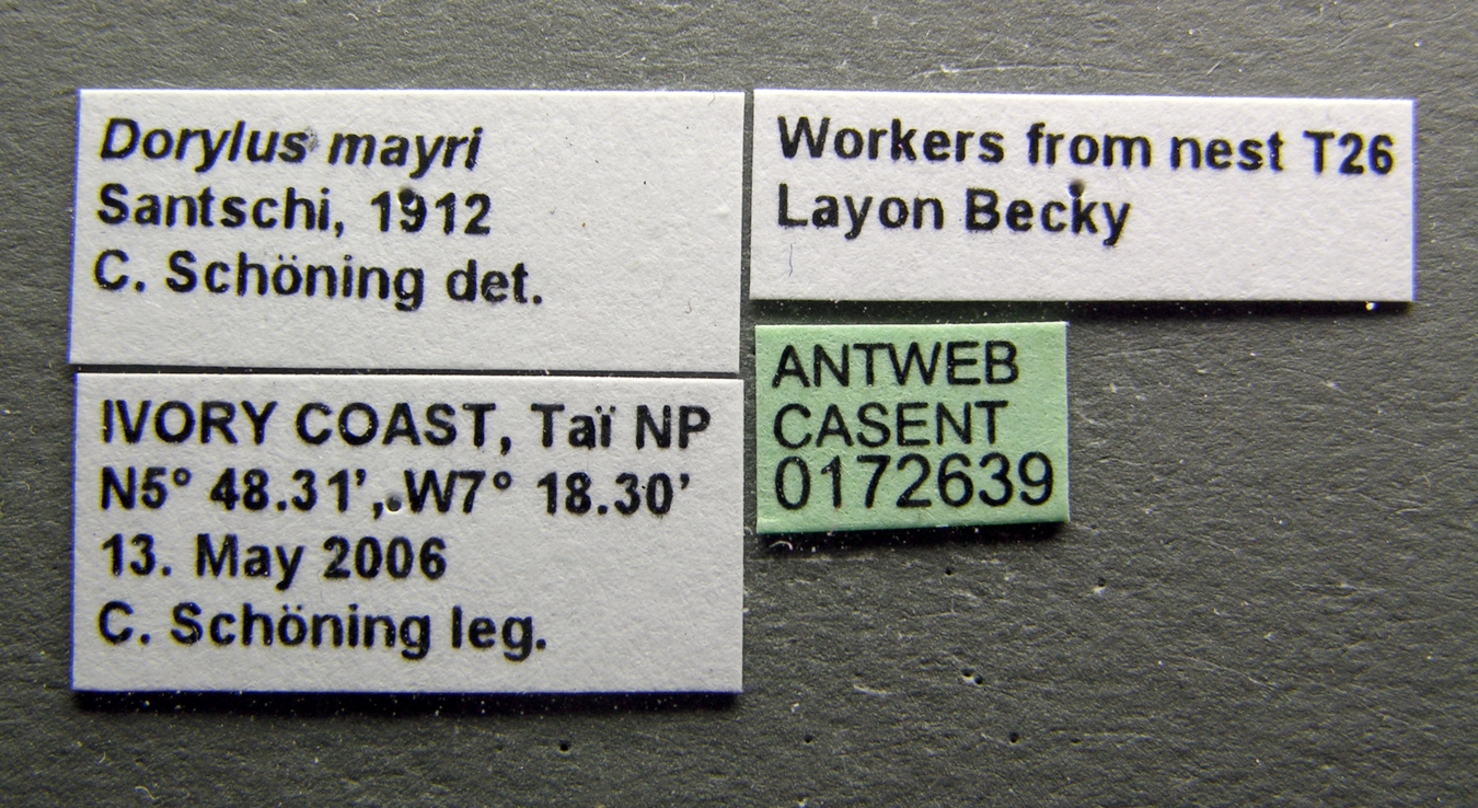
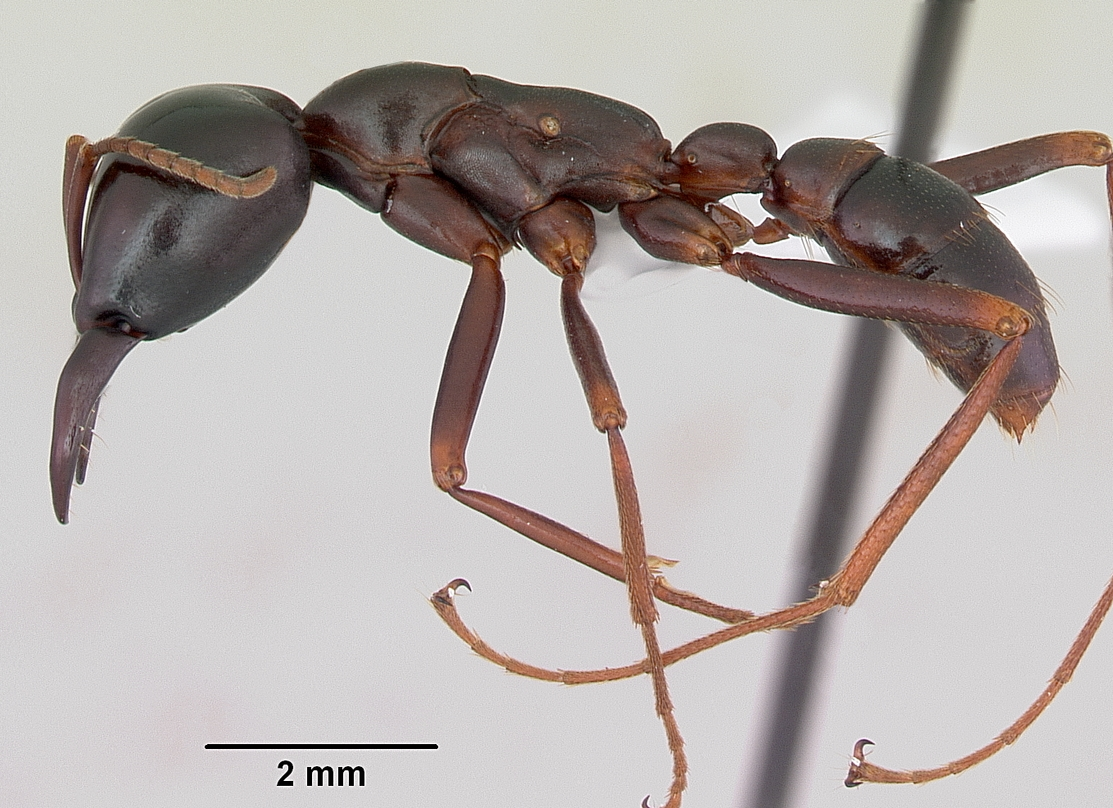
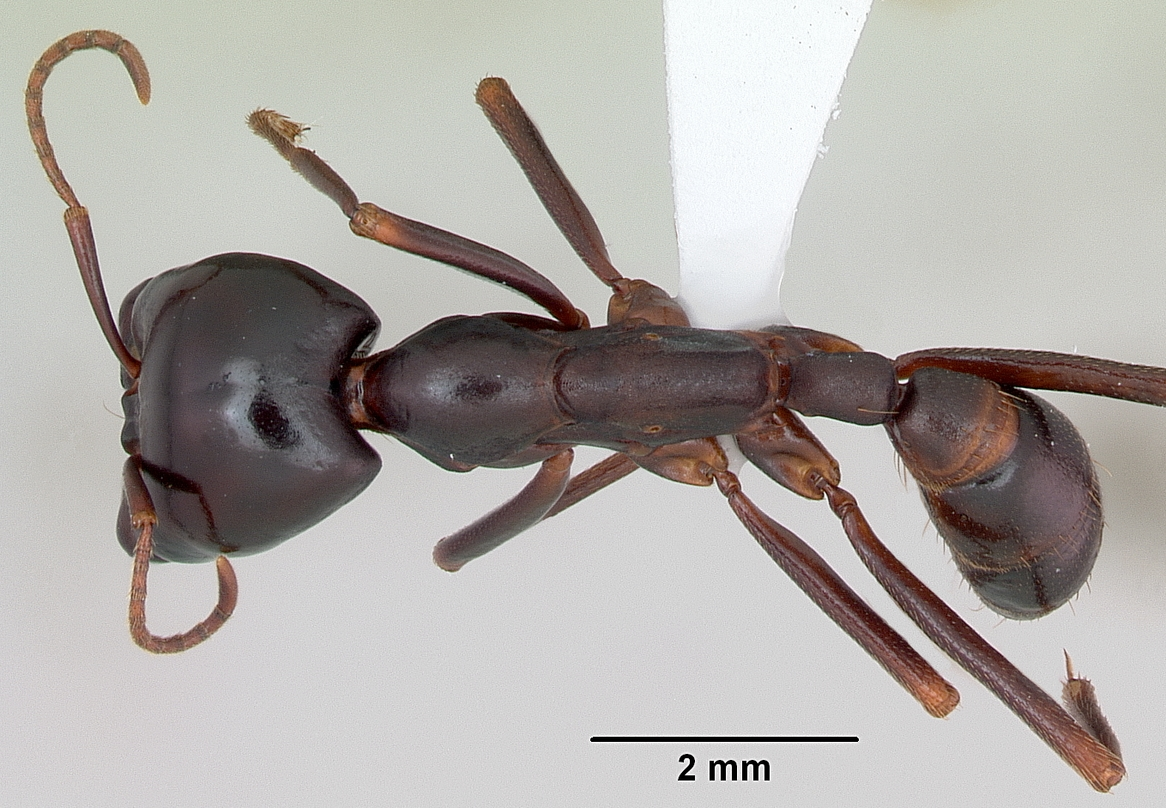
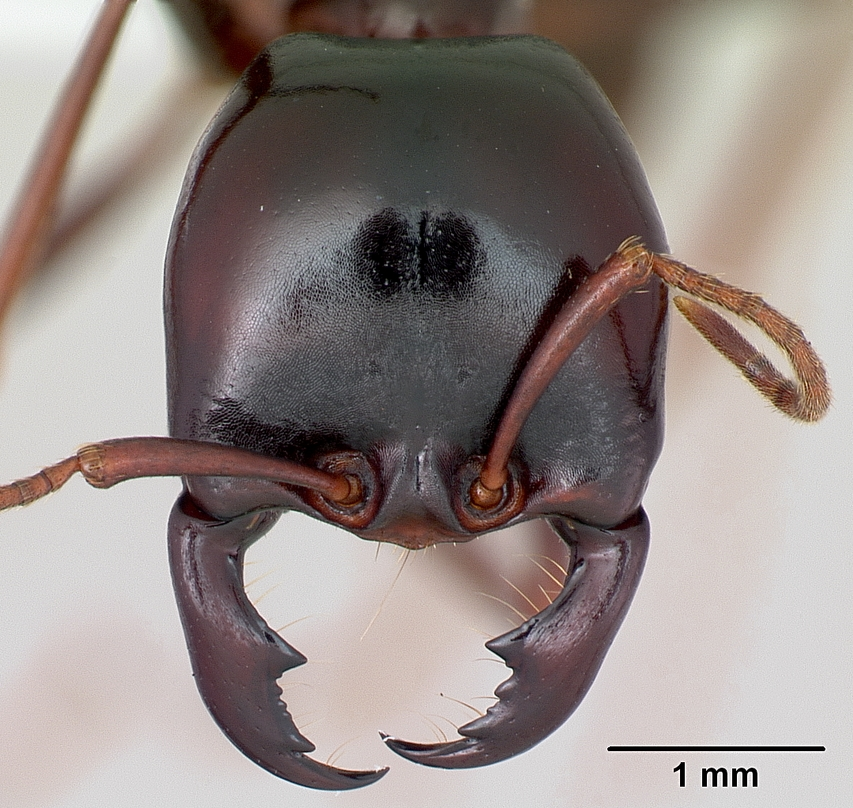